# Mohamed Zebar
Mohamed Zebar – algierski zapaśnik walczący w stylu klasycznym. Srebrny medalista igrzysk afrykańskich w 2007 i mistrzostw Afryki w 2005. Trzeci na igrzyskach panarabskich w 2004 roku.